# Speicher (Duitsland)
Speicher is een stad in de Duitse deelstaat Rijnland-Palts, en maakt deel uit van de Eifelkreis Bitburg-Prüm.
Speicher telt 3.624 inwoners.

## Bestuur
De stad maakt deel uit van de Speicher waarvan het ook het bestuurscentrum is.

## Geschiedenis
Speicher wordt in 834 voor het eerst genoemd in een oorkonde als "madabodi spicarium". Vervolgens duikt de naam in 1136 weer op in een oorkonde als "Spichera". Vondsten in het Speicherer Wald, die een Romeinse oorsprong hebben, suggerereen echter dat Speicher nog ouder is.
Speicher was sinds 1354 onder Luxemburgse soevereiniteit ("Herrschaft Bruch"). In 1815 werd Speicher in het Congres van Wenen bij de opdeling van Luxemburg toebedeeld aan het Koninkrijk Pruisen.
De gemeente Speicher kreeg op 8 mei 2011 stadsrechten.
Verbandsvrije stad:  Bitburg